# Coleottero delle nebbie

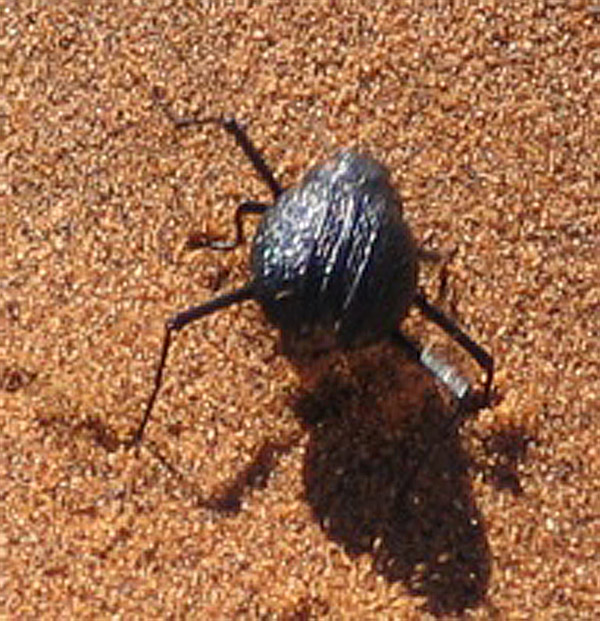
Onymacris unguicularis

I coleotteri delle nebbie (detti anche coleotteri del deserto o coleotteri del Namib) sono un gruppo di coleotteri della famiglia dei Tenebrionidi, endemici del deserto del Namib. In questo areale si contano circa 200 specie di tenebrionidi molto simili fra loro, appartenenti ai generi Onymacris e Stenocara; fra queste ci sono Onymacris unguiculatus, Onymacris rugatipennis e Onymacris laeviceps.
Questi insetti presentano caratteristiche uniche per la famiglia, fortemente adattate alle peculiari condizioni climatiche del Namib occidentale.

## Distribuzione e habitat
I coleotteri delle nebbie sono diffusi solo nella fascia del deserto del Namib più vicina all'Oceano Atlantico, che include tra l'altro le celebri località di Sesriem e Sossusvlei. In questa zona, l'aria fredda e umida portata verso il continente dalla corrente fredda del Benguela, incontrando l'aria più calda del deserto, forma quotidianamente una coltre di nebbia, che si spinge verso l'entroterra per decine di chilometri. Questa nebbia rappresenta la principale fonte d'umidità di cui si servono i tenebrionidi delle nebbie.

## Descrizione

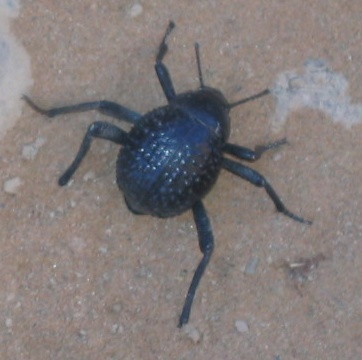
Un coleottero delle nebbie a Sesriem

I coleotteri delle nebbie sono lunghi 2-3 centimetri; ne esistono di diversi colori, ma predomina il nero. Le elitre sono butterate, e fuse assieme a racchiudere una cavità connessa alle vie respiratorie dell'insetto, cosa che consente di minimizzare la dispersione di umidità legata alla respirazione. Le zampe sono molto lunghe, in modo che il corpo non sia troppo vicino al suolo, che diventa rovente nelle ore più calde del giorno; inoltre, le zampe posteriori sono più lunghe, per cui l'insetto ha sempre una tipica posizione inclinata, con l'addome più in alto della testa.
Le caratteristiche fisiche dell'insetto gli consentono di mettere in atto un'insolita tecnica di raccolta dell'acqua dalla nebbia oceanica. L'umidità, infatti, si condensa sull'estremità dell'addome, dove forma piccole gocce che poi scivolano sul dorso altamente idrorepellente fino a giungere alla bocca a causa della forza di gravità. Recenti studi hanno rivelato che le elitre dei coleotteri del deserto, esaminate al microscopio elettronico a scansione, mostrano un complesso sistema di aree idrorepellenti e non idrorepellenti, che ottimizza la rapidità di condensazione del vapore acqueo.

## Biologia

### Etologia

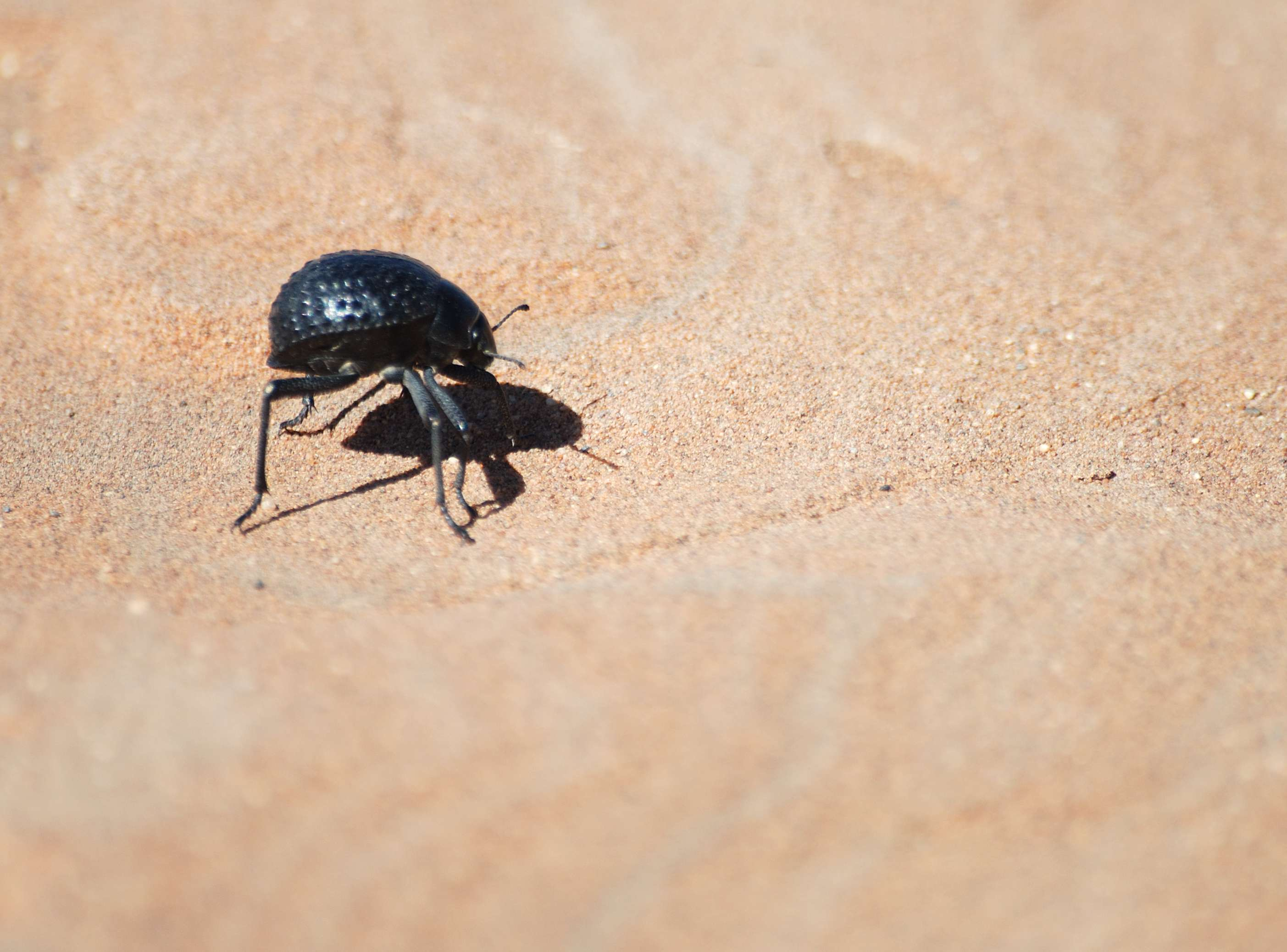
Un coleottero delle nebbie a Sossusvlei

Nelle ore più calde del giorno i coleotteri delle nebbie cercano riparo all'ombra, non essendo in grado di sopravvivere più di poche ore al calore della luce solare diretta. Non potendo volare a causa della conformazione delle elitre, si spostano raramente quando la sabbia è calda; se sono costretti, si muovono velocissimi (sono infatti fra gli insetti terrestri più veloci del mondo). Si espongono al sole solo verso il tramonto, per accumulare il calore necessario a superare le rigide notti del deserto; al calare del sole si immergono nella sabbia per ripararsi dal freddo.

### Alimentazione
Vivendo in un ambiente particolarmente difficile, i coleotteri delle nebbie sono adattati a nutrirsi di una vasta gamma di alimenti, in funzione della disponibilità: possono cibarsi di escrementi, di carcasse di altri invertebrati e di detriti di origine vegetale. Inoltre, sono in grado di resistere a lungo (persino mesi) senza mangiare.
I coleotteri delle nebbie possono vivere molto a lungo; gli Onymacris unguicularis, per esempio, possono arrivare a 8-9 anni di età.

### Riproduzione
La femmina è ricettiva solo alla sera; per conquistarla, il maschio deve dare luogo a un lungo e velocissimo inseguimento sulla sabbia. I maschi spesso combattono fra loro per il controllo delle femmine, anche dopo l'accoppiamento; infatti, se una femmina si accoppia con più maschi su un breve periodo, solo l'ultimo di tali accoppiamenti può portare al concepimento.

### Larva
Le larve si nutrono esclusivamente di alimenti vegetali, e acquisiscono umidità dall'aria.

### Predatori
I principali predatori dei coleotteri delle nebbie sono i ragni; nel Namib sono diffusi in particolare i ragni dei cunicoli.

## Sistematica
I coleotteri delle nebbie sono tenebrionidi dei generi Onymacris e Stenocara. Ne sono state classificate circa 200 specie.
Molte di queste si sono adattate a uno specifico micro-ambiente; per esempio, Onymacris unguiculatus si sposta spesso sulle creste delle dune, mentre Onymacris rugatipennis e Onymacris laeviceps rimangono in pianura, e il secondo, in particolare, passa quasi tutta la propria vita nella vegetazione arbustiva.

## Curiosità
Il sistema di raccolta dell'umidità dei coleotteri delle nebbie del genere Stenocara è stato recentemente studiato da due ricercatori, provenienti rispettivamente dall'Università di Oxford e dalla società privata QinetiQ, collegata al Ministero della Difesa del Regno Unito. La conformazione dell'esoscheletro di questi tenebrionidi è risultata tanto efficace che la QinetiQ ha in seguito brevettato una tecnologia di raccolta del vapore acqueo basata sui risultati di questa ricerca.